# Liste der Naturschutzgebiete im Landkreis Main-Spessart
Im Landkreis Main-Spessart gibt es 15 Naturschutzgebiete. Das größte Naturschutzgebiet ist das 2000 eingerichtete Naturschutzgebiet Ruine Homburg.
| Name                                | Bild | Kennung                   | Kreis                                            | Einzelheiten                                                         | Position | Fläche Hektar | Datum |
| ----------------------------------- | ---- | ------------------------- | ------------------------------------------------ | -------------------------------------------------------------------- | -------- | ------------- | ----- |
| Giebel (NSG)                        |      | NSG-00544.01 WDPA: 318438 | Landkreis Main-Spessart                          |                                                                      | ⊙        | 26,88         | 1998  |
| Grainberg-Kalbenstein und Saupurzel |      | NSG-00743.01 WDPA: 378088 | Landkreis Main-Spessart                          | Karlstadt, Eußenheim Komplexer Trockengebietverbund                  | ⊙        | 301,91        | 2005  |
| Graureiherkolonie am Salzberg       | BW   | NSG-00101.01 WDPA: 81753  | Landkreis Main-Spessart                          |                                                                      | ⊙        | 158,32        | 1976  |
| Kallmuth                            |      | NSG-00349.01 WDPA: 164007 | Landkreis Main-Spessart                          |                                                                      | ⊙        | 18,14         | 1989  |
| Kreuzberg bei Marktheidenfeld       |      | NSG-00587.01 WDPA: 318690 | Landkreis Main-Spessart                          |                                                                      | ⊙        | 36,64         | 2001  |
| Mäusberg-Rammersberg-Ständelberg    |      | NSG-00613.01 WDPA: 318771 | Landkreis Main-Spessart                          |                                                                      | ⊙        | 273,85        | 2002  |
| Naturwaldreservat Gansbrunn         | BW   | NSG-00598.01 WDPA: 318832 | Landkreis Main-Spessart                          |                                                                      | ⊙        | 32,31         | 2001  |
| Naturwaldreservat Schubertswald     | BW   | NSG-00599.01 WDPA: 318838 | Landkreis Main-Spessart                          |                                                                      | ⊙        | 19,49         | 2001  |
| Romberg                             |      | NSG-00536.01 WDPA: 165216 | Landkreis Main-Spessart                          |                                                                      | ⊙        | 55,74         | 1997  |
| Ruine Homburg                       |      | NSG-00581.01 WDPA: 344832 | Landkreis Main-Spessart                          |                                                                      | ⊙        | 613,15        | 2000  |
| Sinngrund                           |      | NSG-00559.01 WDPA: 319114 | Landkreis Main-Spessart                          |                                                                      | ⊙        | 379,76        | 1999  |
| Sodenberg-Gans                      |      | NSG-00540.01 WDPA: 319116 | Landkreis Bad Kissingen, Landkreis Main-Spessart | Landkreis Bad Kissingen: 442,8 ha Landkreis Main-Spessart: 50,06 ha  | ⊙        | 492,86        | 1998  |
| Spessartwiesen                      |      | NSG-00586.01 WDPA: 319123 | Landkreis Main-Spessart, Landkreis Aschaffenburg | Landkreis Main-Spessart: 277,5 ha Landkreis Aschaffenburg: 76,15 ha  | ⊙        | 353,65        | 2000  |
| Unteres Schondratal                 |      | NSG-00195.01 WDPA: 82756  | Landkreis Main-Spessart, Landkreis Bad Kissingen | Landkreis Main-Spessart: 108,24 ha Landkreis Bad Kissingen: 71,03 ha | ⊙        | 179,27        | 1983  |
| Weihersgrund                        |      | NSG-00550.01 WDPA: 319300 | Landkreis Main-Spessart                          |                                                                      | ⊙        | 42,59         | 1998  |
| Legende für Naturschutzgebiet       |      |                           |                                                  |                                                                      |          |               |       |